# Stenalcidia frugaliaria
Stenalcidia frugaliaria är en fjärilsart som beskrevs av Achille Guenée 1858. Stenalcidia frugaliaria ingår i släktet Stenalcidia och familjen mätare. Inga underarter finns listade i Catalogue of Life.